# Госпитальеры
Госпиталье́ры (фр. Ordre des Hospitaliers), или иоанни́ты, полное название О́рден бра́тьев иерусали́мского го́спиталя св. Иоа́нна Крести́теля (лат. Fratres Hospitalis sancti Ioannis Hierosolymitani), или О́рден Свято́го Иоа́нна (мальт. Ordni ta’ San Ġwann), О́рден Родо́сских ры́царей с 1310 года, О́рден Мальти́йских ры́царей с 1530 года — основанная в 1099 году в Иерусалиме в качестве амальфийского госпиталя христианская организация, целью которой была забота о неимущих, больных или раненых пилигримах в Святой земле. После захвата Иерусалима в 1099 году в ходе Первого крестового похода организация превратилась в религиозно-военный орден со своим уставом. На орден была возложена миссия заботы о Святой земле и защиты её. После захвата Святой земли мусульманами орден продолжил деятельность на острове Родос, владыкой которого являлся, а затем действовал с Мальты, находившейся в вассальном подчинении у испанского вице-короля Сицилии.

## Название истатус
Согласно данным статьи И. Баранова в Католической энциклопедии, полное название — Орден братьев иерусалимского госпиталя св. Иоанна Крестителя (лат. Fratres Hospitalis sancti Ioannis Hierosolymitani). С течением времени название ордена менялось согласно месту расположения резиденции великого магистра.
Иерусалимский, Родосский и Мальтийский орден Святого Иоанна ошибочно называют Орденом святого Иоанна Иерусалимского. Это неверно: Иерусалимским называется сам Орден, но никак не святой Иоанн. Среди святых есть, например, такие: Иоанн Креститель — Предтеча Господа, Иоанн Богослов — апостол Господа и Евангелист, автор Евангелия, Апокалипсиса и трёх Посланий апостолов, Иоанн V Милостивый — патриарх Александрийский, но такого святого как Иоанн Иерусалимский не существует. Небесным покровителем, патроном Ордена является Иоанн Креститель.
Относительно названия «Орден госпитальеров» следует иметь в виду, что это название считается жаргонным или фамильярным. В официальном названии Ордена нет слова «госпитальеры» (des hospitaliers). Официальным названием Ордена является Странноприимный орден (l’Ordre hospitalier), а не «Орден госпитальеров». Первоначально главной задачей Военного странноприимного ордена Святого Иоанна была защита пилигримов, совершающих паломничество в Святую землю. В настоящее время, когда военные задачи отошли на второй план, Орден ведёт активную гуманитарную и благотворительную деятельность. Таким образом, в новых исторических условиях название «Странноприимный орден» приобретает новое, особое звучание.
С точки зрения международного права, Мальтийский орден является не государством, а государствоподобным образованием.
Иногда рассматривается как карликовое государство-анклав, самое маленькое государство мира (на территории Рима, но независимое от Италии), иногда — как экстерриториальное государственное образование, иногда — просто как рыцарский орден.
В международном праве суверенитет Ордена рассматривается на уровне дипломатических отношений (дипломатических миссий), но не как суверенитет государства.

## Основание и начальный этап существования

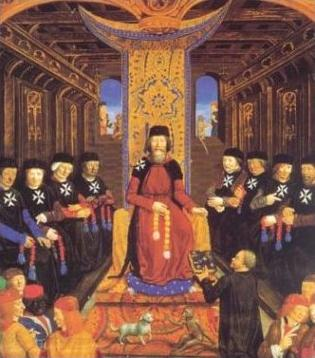
Великий Магистр и высокопоставленные госпитальеры (8 столпов) в XIV веке.

В 600 году папа Григорий Великий направил в Иерусалим аббата Проба для строительства госпиталя, целью которого должны были стать лечение и забота о христианских пилигримах в Святой земле. В 800 году Карл Великий расширил госпиталь, а также учредил при нём библиотеку. Двумя веками позже, в 1005 году халиф Аль-Хаким разрушил госпиталь и ещё около трёх тысяч зданий в Иерусалиме. В 1023 году египетский халиф Али Аль-Заир позволил итальянским купцам из Амальфи и Салерно восстановить госпиталь в Иерусалиме. Госпиталь, построенный на месте, где ранее располагался монастырь Святого Иоанна Крестителя, принимал пилигримов, посещавших христианские святыни. Обслуживался он бенедиктинцами.
Монашеский орден Госпитальеров был основан сразу после Первого Крестового похода Жераром Благословенным, роль которого как основателя была подтверждена папской буллой Pia postulatio от 15 февраля 1113 года папы Пасхалия II.
На территории всего Иерусалимского Королевства и за его пределами Жерар приобретал для своего ордена земли и имущество. Его преемник, Раймон де Пюи, учредил первый значимый лазарет госпитальеров возле Храма Гроба Господня в Иерусалиме. Изначально организация заботилась о пилигримах в Иерусалиме, но вскоре орден начал предоставлять пилигримам вооружённый эскорт, который быстро превратился в значительную силу.
Орден Госпитальеров и орден рыцарей Храмовников, основанный в 1113 году, стали самыми могущественными христианскими организациями региона. В сражениях с мусульманами орден продемонстрировал свои отличительные признаки — его солдаты были одеты в чёрные туники с белыми крестами.
К середине XII века орден разделился на братьев-воинов и братьев-лекарей, заботившихся о больных. Он по-прежнему оставался религиозным орденом и располагал рядом привилегий, дарованным папским престолом. Например, орден не подчинялся никому, кроме Папы, не платил десятину и имел право владеть собственными духовными строениями. Множество значимых христианских фортификационных сооружений в Святой земле были построены Тамплиерами и Госпитальерами. Во время расцвета Иерусалимского Королевства госпитальерам принадлежали 7 крупных крепостей и 140 других поселений в регионе. Двумя крупнейшими опорами их могущества в Иерусалимском Королевстве и Княжестве Антиохии являлись Крак-де-Шевалье и Маргат. Владения ордена были разделены на приораты, приораты на бейливики, которые в свою очередь делились на комтурства. Фридрих I Барбаросса, император Священной Римской империи, доверил свою безопасность рыцарям Святого Иоанна в хартии привилегий, дарованной им ордену в 1185 году.

## Структура по языкам
После упразднения ордена тамплиеров в 1312 году значительная часть их владений была передана госпитальерам. В 1323 году на Генеральном капитуле под председательством Элиона де Вильнёва было официально утверждено существовавшее на Кипре и даже ранее разделение на «языки», которые выстраивались в последовательности согласно своему орденскому стажу: Прованс, Овернь, Франция, Италия, Арагон (тогда включал весь Иберийский полуостров), Англия и Германия. В 1462 году «язык» Арагон был разделён на два «языка»: Кастилию-Португалию и Арагон-Наварру. К середине XIV века орден включал 8 национальных провинций, дословно называемых «языками» или лангами (лат. linguæ, фр. langues), или нациями, которые, в свою очередь, делились на великие приораты, приораты и бальяжи (судебные округа). Среди 8 «языков» ордена по состоянию на 1522 год, согласно указанному Дж. Бозио иерархическому старшинству, значились:
- Прованс
- Овернь
- Франция
- Италия
- Арагон, Каталония и Наварра
- Англия
- Германия
- Кастилия и Португалия[6]

Каждая национальная провинция/ланг/язык управлялась приором, если же в языке было более одного приората, то великим приором. На Родосе, а также в последние годы на Мальте, рыцари каждого языка возглавлялись бальи. Английским великим приором в то время был Филипп Тейм, он же приобретал владения для языка Англия с 1330 по 1358 годы. Язык Англия временно перестал существовать после того, как территории ордена были конфискованы Генрихом VIII в 1540 году. В 1782 году язык Англия был восстановлен, как язык Англо-Баварский, включив в себя баварские и польские приораты.
В 1604 году каждый язык получил придел в кафедральном соборе Святого Иоанна, после чего гербы языков украсили стены и потолок собора:
- Прованс: Архангел Михаил, герб Иерусалима (левый верхний луч мальтийского креста — Великий командор)
- Овернь: Святой Себастьян, Голубой дельфин (правый верхний луч мальтийского креста — Маршал)
- Франция: обращение Святого Павла, герб Франции (верхний луч слева — Великий госпитальер)
- Италия: Екатерина Болонская, изогнутая голубая надпись ITALIA (верхний луч справа — Адмирал)
- Арагон: Георгий Победоносец, придел языка посвящён Богородице (Per pale Aragon and Navarre) (нижний луч слева — Великий консерватор, драпье, интендант)
- Англия: Бичевание Христа, герб не обнаружен; на Родосе язык имел английский герб (две четверти герб Франции и две четверти Англии) (нижний луч справа — Туркополье)
- Германия: Богоявление, Чёрный двуглавый орёл (левый нижний луч мальтийского креста — Великий бальи)
- Кастилия и Леон, Королевство Португалия: Святой Иаков Малый, две четверти герб Кастилии и две четверти Леона (правый нижний луч мальтийского креста — Великий канцлер)

Помимо всего, разделение на 8 «языков» наполнилось символизмом, поскольку герб каждой национальной провинции ордена занял своё место у определённого луча мальтийского креста, а за пилье (пильер, столп, опора, бальи «языка») каждого «языка» была закреплена постоянная должность. В конце XIX века структура языков была заменена системой национальных объединений.

## Кипрские и Родосские рыцари
Набирающий силу ислам в итоге вынудил госпитальеров покинуть Иерусалим. После падения Иерусалимского королевства (Иерусалим пал в 1187) госпитальеры были оттеснены в графство Триполи, а после падения Акры в 1291 орден нашёл убежище в Кипрском королевстве.

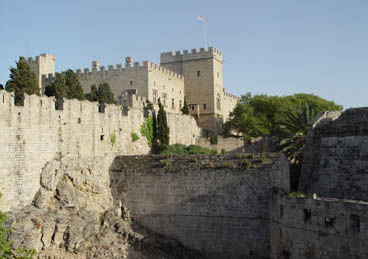
Замок госпитальеров на Родосе.

Тяготясь зависимостью от Кипрского королевства и вовлечением госпитальеров в его политику, великий магистр ордена Гийом де Вилларе решил покинуть Кипр и основать суверенное рыцарское государство. Выбор пал на Родос. Его преемник, Фульк де Вилларе, претворил план в жизнь. 15 августа 1309 года, после более чем двух лет сражений остров Родос сдался госпитальерам. Кроме того, госпитальеры получили контроль над рядом соседних островов, а также над портами Малой Азии: Бодрумом и Кастелоризо. После судебного процесса над тамплиерами в Кипре получили их имущество, в то время как денежные средства и движимое имущество перешло к кипрскому королю Генриху II.

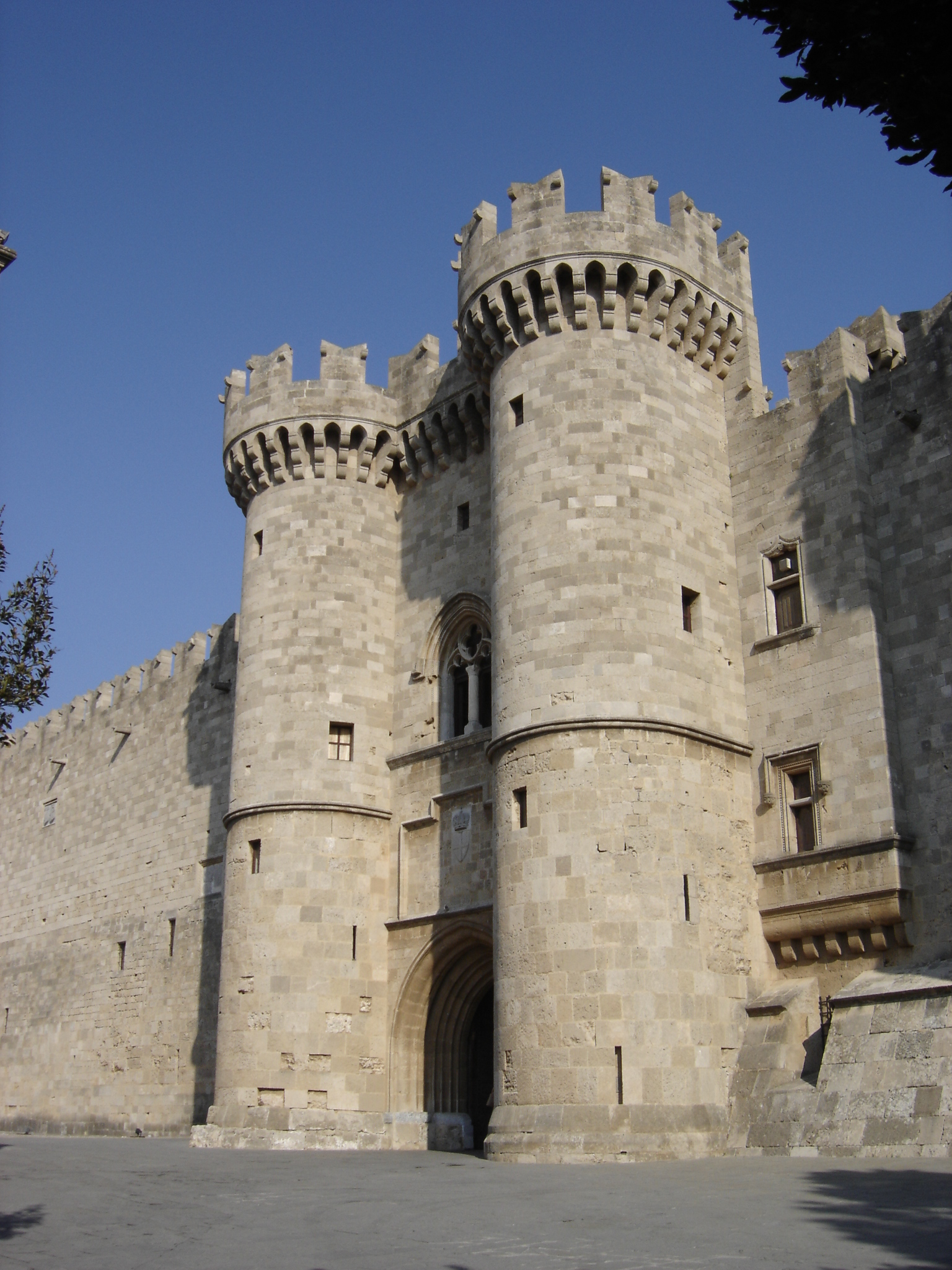
Дворец Великих магистров в Родосской крепости.

На Родосе госпитальеры, называвшиеся тогда также Родосскими рыцарями, вынуждены были стать более милитаризированной силой, постоянно сражаясь, главным образом с североафриканскими пиратами. В XV веке они отразили два вторжения. Первое, возглавляемое султаном Египта, произошло в 1444 году, а второе — спустя 36 лет, в 1480-м. На этот раз агрессором выступил Мехмед II, который после захвата Константинополя сделал госпитальеров своей основной целью.

Родос и другие владения рыцарей Святого Иоанна.

В 1494 году госпитальеры основали крепость на полуострове Галикарнас (сегодня Бодрум). Чтобы укрепить бодрумскую крепость, они использовали камни частично разрушенного Мавзолея Мавсола, одного из семи чудес света древнего мира.
В 1522 году на остров Родос высадилось невиданное ранее количество солдат. 400 кораблей под командованием султана Сулеймана Великолепного доставили 200 000 солдат. Госпитальеры под командованием великого магистра Филиппа Вилье де Лиль-Адама могли противопоставить этой силе 7000 солдат, а также фортификационные сооружения. После окончания осады, продолжавшейся 6 месяцев, выжившим госпитальерам позволили отступить на Сицилию.

## Мальтийские рыцари или Суверенный Военный Мальтийский Орден

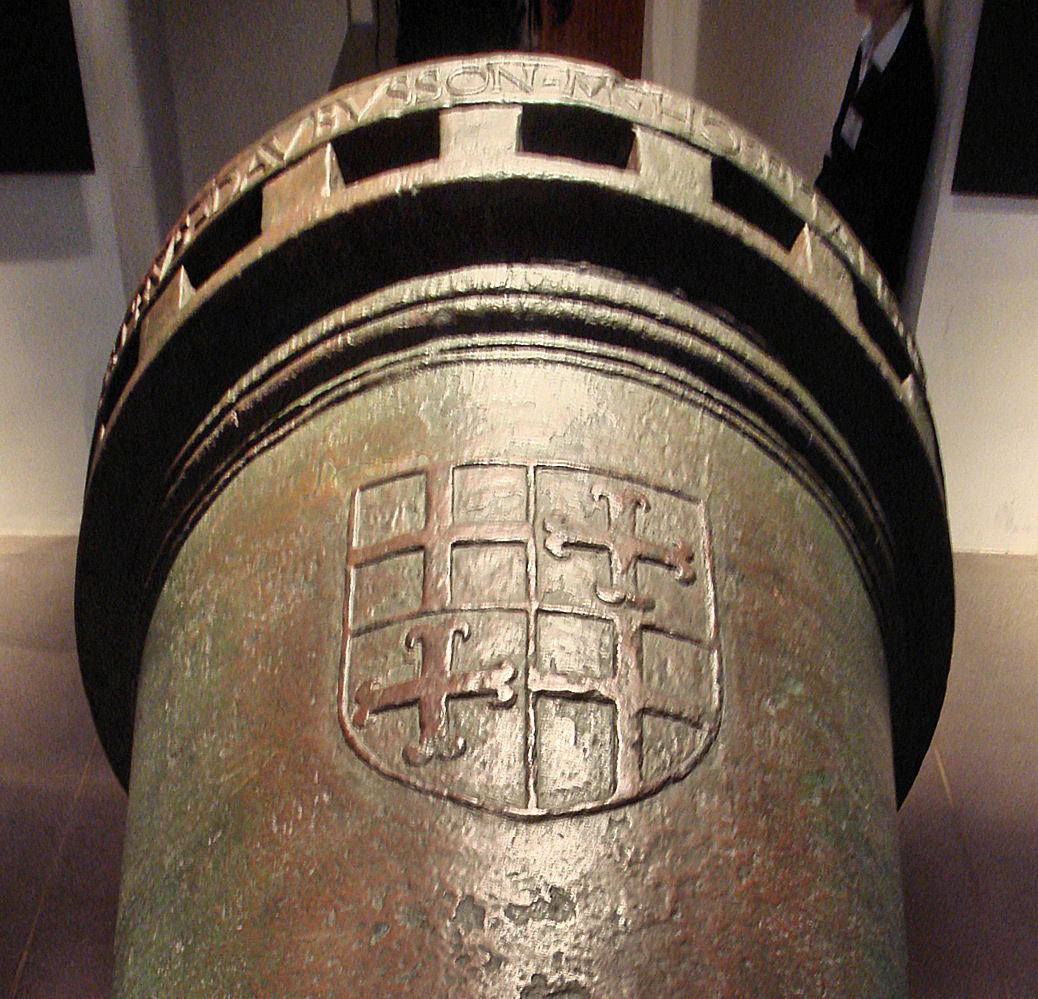
Герб госпитальеров, смешанный с частями герба Пьера д’Обюссона, на пушке которую он заказал. Надпись сверху гласит: F. PETRUS DAUBUSSON M HOSPITALIS IHER.

Госпитальеры не в силах были удержать натиск 200-тысячной армии при 145-дневной осаде Родоса даже несмотря на потери противника. За полгода боёв турки потеряли 50 000 убитыми и столько же умершими от ран и болезней. После церемонии сдачи острова султану 1 января 1523 года 180 родосских рыцарей и почти 5 000 родосцев покинули остров Родос на кораблях «Санта-Мария», «Санта-Катерина», «Сан-Джованни» и 30 иных судах и остановились на Крите. В том же году Карл V предложил иоаннитам остановиться на острове Мальта. Предложению воспротивились рыцари «языков» Прованса, Оверни и Франции.
После семи лет скитаний по Европе госпитальеры обосновались в 1530 году на Мальте, после того как испанский король Карл V, будучи также королём Сицилии, отдал госпитальерам в постоянное феодальное владение острова Мальту, Гоцо, Комино и северо-африканский порт Триполи (в 1551 году его захватили османы). Ежегодной платой за эту услугу должен был стать один мальтийский сокол, присылаемый в день всех святых королевскому представителю, вице-королю Сицилии (этот исторический факт использован в качестве завязки в знаменитой книге Дэшила Хэммета «Мальтийский сокол»).

### Великая осада Мальты
Госпитальеры продолжили борьбу против мусульман, в особенности против североафриканских провинций. Несмотря на то, что в их распоряжении находилось всего лишь несколько кораблей, они очень быстро навлекли на себя гнев Османов, недовольных переселением ордена. В 1565 году Сулейман I направил сорокатысячную армию для осады Мальты и изгнания с её территории 700 рыцарей и 8000 солдат.
Поначалу сражение складывалось для госпитальеров столь же неудачно, как и сражение на Родосе: большая часть города была разрушена, около половины рыцарей убито. К 18 августа положение осаждённых стало практически безнадёжным. Ежедневно сокращаясь в количестве, они вскоре стали неспособны удерживать растянутую фортификационную линию. Однако когда совет предложил покинуть Биргу и Сенглиа и отступить к форту Сант-Анджело, великий магистр Жан Паризо де ла Валетт отверг это предложение.
Вице-король Сицилии не прислал помощи. По всей видимости, приказы испанского короля Филиппа II вице-королю Сицилии были настолько туманно изложены, что он не решился взять на себя ответственность и оказать помощь госпитальерам в ущерб собственной обороне. Неправильное решение могло привести к поражению, а следовательно подвергнуть османской угрозе Сицилию и Неаполь. Вице-король оставил с ла Валеттом своего сына, и ему вряд ли могла быть безразлична судьба крепости. Что бы ни было причиной задержки, вице-король продолжал колебаться до тех пор, пока судьба сражения не была практически решена усилиями лишённых помощи госпитальеров, и даже тогда только негодование собственных офицеров вынудило его двинуться на помощь.

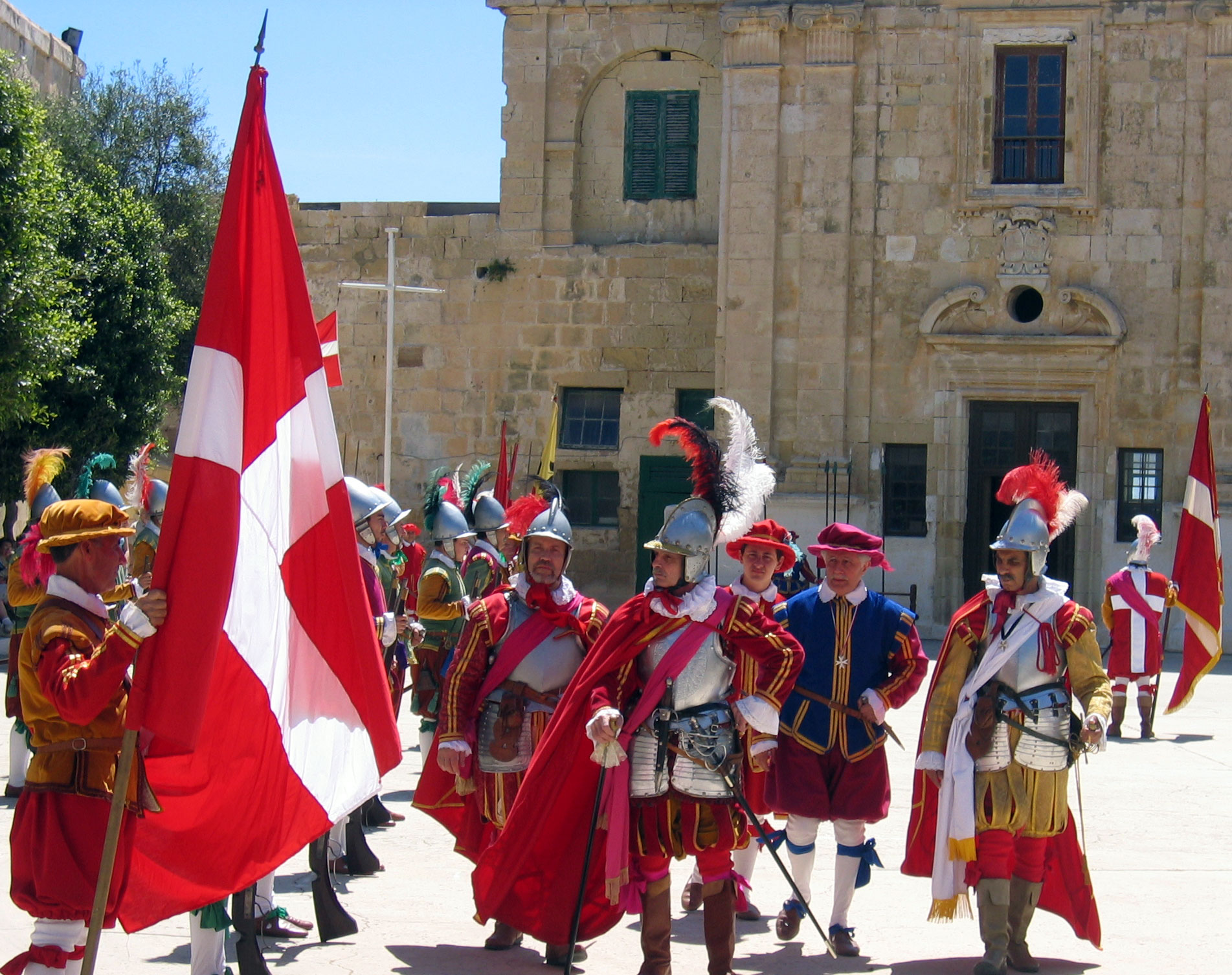
Реконструкция строевых учений, проводимых госпитальерами в XVI веке. Форт Святого Эльма, Валлетта, Мальта, 8 мая 2005 года.

23 августа последовала ещё одна мощная атака. По свидетельствам осаждённых, это было последнее серьёзное усилие. С большим трудом — даже раненым приходилось принимать участие, — атака была отражена. Положение осаждённых, однако, не выглядело безнадёжным. За исключением форта Святого Эльма, фортификации госпитальеров были все ещё невредимы. Работая днём и ночью, гарнизон сумел устранить бреши в укреплениях, после чего взятие Мальты казалось все более невыполнимой задачей. Из-за ужасной жары и тесноты казарм многие турецкие солдаты болели. Заканчивались еда и боеприпасы, турки все больше впадали в уныние из-за тщетности их атак и понесённых потерь. Серьёзным ударом стала гибель опытного командира, капера и адмирала османского флота Тургут-реиса 23 июня 1565 года. Турецкие командиры Пиаль-паша и Лала Мустафа-паша были слишком беспечны. Они располагали огромным флотом, который лишь единожды удачно использовали. Они также пренебрегли связью с африканским побережьем и не предприняли ни одной попытки выследить и воспрепятствовать переброске подкреплений с Сицилии.
1 сентября турки предприняли последнюю попытку штурма, однако боевой дух османских войск упал, и к великой радости осаждённых, увидевших путь к спасению, попытка оказалась тщетной. Озадаченные и нерешительные османы узнали о прибытии подкреплений с Сицилии в бухту Миллиа. 8 сентября, не зная, что подкрепление очень невелико, турки сняли осаду и отступили. Великая осада Мальты, должно быть, была последним сражением в котором войско, состоящее из рыцарей, одержало решительную победу.

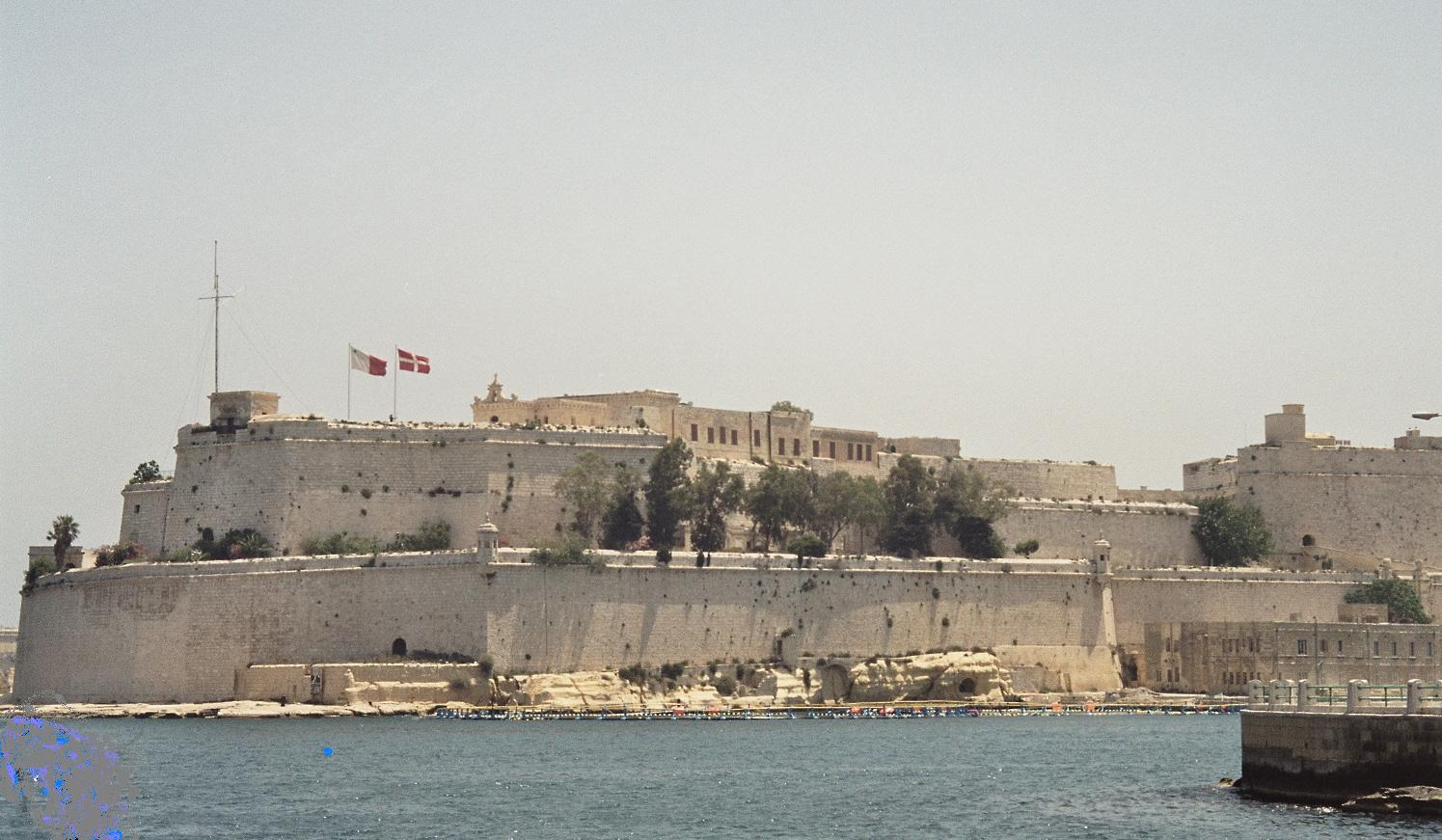
Вид из Валлетты на форт Святого Ангела.

После отступления османов в строю у госпитальеров оставалось 600 человек. Согласно наиболее достоверной оценке, турецкая армия насчитывала 40 000 человек, из которых в итоге 15 000 вернулись в Константинополь. Осада ярко изображена на фресках Маттео Переса д’Алеччо в Зале Святого Михаила и Святого Георга, также известного как Тронный зал, который находится во Дворце Великого Магистра в Валлетте. Четыре оригинальных эскиза, написанные маслом Маттео д’Алеччо между 1576 и 1581 годами, можно увидеть в Квадратной Комнате Квинс-хауса в Гринвиче, Лондон. После осады был построен новый город — сегодня он носит имя Валлетта в память о великом магистре, который его отстоял.
В 1607 году Великому Магистру Госпитальеров был пожалован титул Райхсфюрста (Князя Священной Римской империи, несмотря на то, что территория ордена всегда находилась южнее территории Священной Римской империи). В 1630 году великий магистр был удостоен духовного сана, эквивалентного кардинальскому, и уникального смешанного титула Его Самое Выдающееся Высочество, отражавшего оба свойства и признавая его, таким образом, настоящим Князем Церкви.

### Завоевание Средиземноморья
После того, как госпитальеры Мальты восстановили свои силы, они обнаружили, что причин для существования ордена более нет. Цель, с которой создавался орден, а именно содействие крестовым походам в Святую землю, была теперь недостижима как по причине экономической и военной слабости, так и из-за географического положения. Уменьшающиеся выплаты европейских спонсоров, не желающих более поддерживать затратную и ненужную организацию, заставили госпитальеров обратить своё внимание на растущую в Средиземном море пиратскую угрозу, большей частью исходившую от находящихся под покровительством османов северо-африканских пиратов. К концу XVI века госпитальеры, воодушевлённые своей непобедимостью, навеянной успешной защитой их острова в 1565 году и совместной победой христианских сил над османским флотом в сражении при Лепанто в 1571 году, поставили перед собой новые задачи, а именно защиту христианских купцов, торгующих с Левантом, а также освобождение христианских рабов, которые являлись как основным предметом торговли северо-африканских пиратов, так и основой их флота. Деятельность госпитальеров получила название корсо.

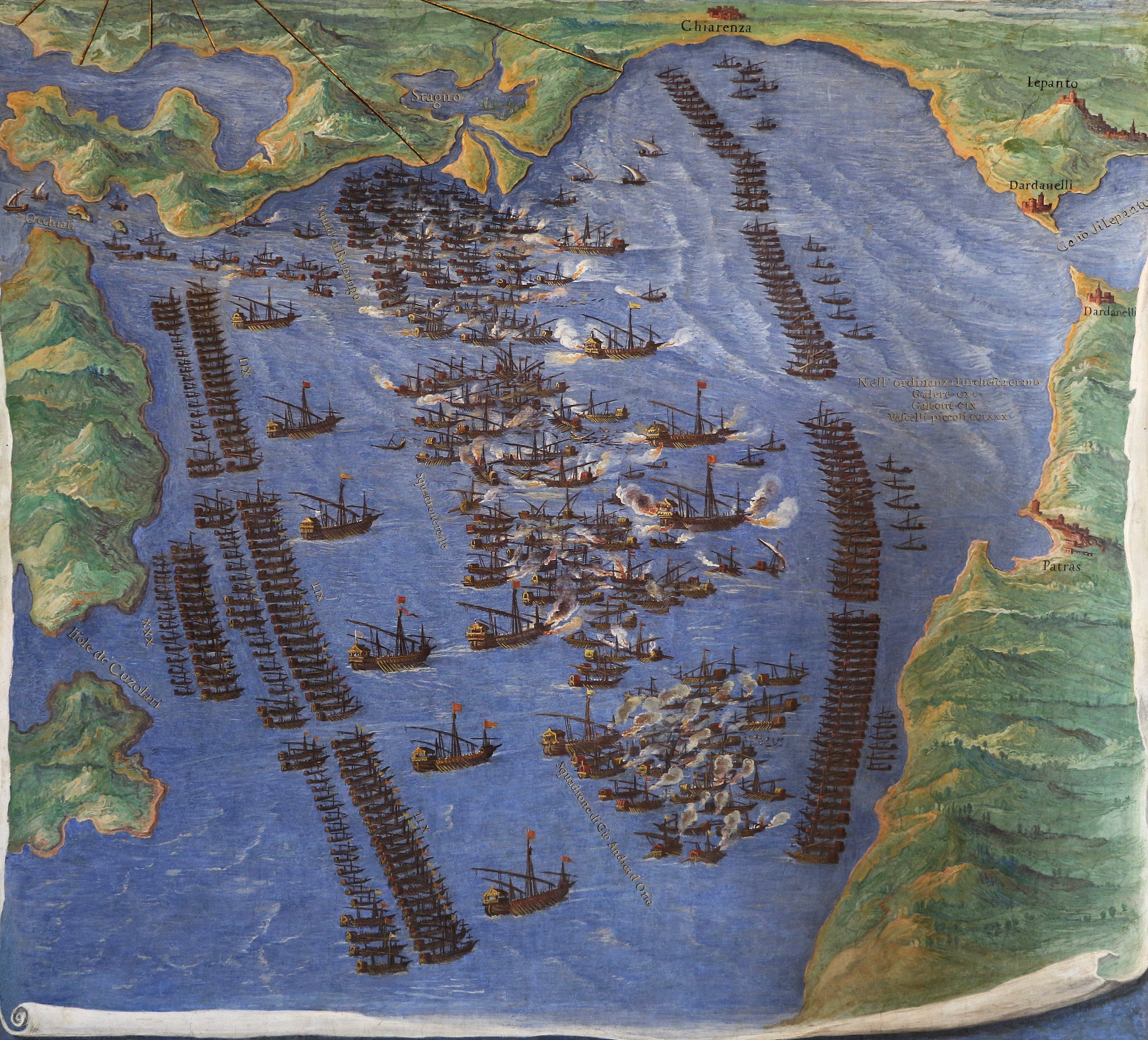
Фернандо Бертелли. Битва при Лепанто (гравюра).

Тем не менее орден продолжал страдать от нехватки финансов. Взяв под контроль Средиземное море, орден тем самым присвоил себе обязанности, традиционно выполняемые морским городом-государством Венецией. Однако финансовые затруднения госпитальеров на этом не заканчивались. Обменный курс местной денежной единицы эскудо, принятой в обращение в конце XVI века, непрерывно падал, что означало для госпитальеров сокращение прибылей, получаемых в купеческих факториях. Сельскохозяйственные затруднения, вызванные бесплодием занимаемого орденом острова, вынудили многих госпитальеров пренебречь чувством долга и приступить к грабежам мусульманских кораблей. Все больше кораблей подвергались грабежам, доходы от которых позволяли многим госпитальерам вести праздную и богатую жизнь. Прибыль позволила им также брать местных женщин себе в жены, наниматься во французский и испанский флоты в поисках приключений, опыта и, как ни странно, денег. Все вышеперечисленное вступало в противоречие с их монашескими обетами бедности и целомудрия, блюсти которые они клялись перед вступлением в орден. Изменяющаяся позиция госпитальеров была помножена на последствия реформации и контрреформации, а также на недостаток стабильности, испытываемый Католической церковью. Последствия этих событий сильно отозвались на ордене в конце XVI — начале XVII века, когда спад религиозных настроений множества европейцев поставил под сомнение необходимость существования религиозной армии, и как следствие, необходимость регулярных денежных отчислений на содержание ордена. То, что при восшествии на престол королевы-протестантки Елизаветы I католический орден настоял на повторном вступлении Англии как государства-участника, ранее, при Генрихе VIII не допускаемой, наряду с монастырями, красноречиво свидетельствовало о новой для ордена религиозной терпимости. Во владениях ордена находился даже немецкий ланг, в равной степени протестантский и католический.
В течение 14-XVI веков орден переживал ощутимый моральный упадок, о чём красноречиво свидетельствовал выбор многих рыцарей, предпочитавших разбойничать в составе иностранных флотов, из которых особой популярностью пользовался французский. Этот выбор прямо противоречил обетам госпитальеров. При службе одной из европейских держав велика была вероятность вступить в сражение с другой христианской армией, что в сущности и произошло в серии франко-испанских столкновений того периода. Наибольший парадокс заключается в том, что долгие годы Франция оставалась в дружественных отношениях с Османской империей, величайшим врагом госпитальеров. Подписав множество торговых договоров и дав согласие на неформальное (но в итоге эффективное) прекращение огня между двумя государствами, госпитальеры поставили тем самым под вопрос смысл собственного существования. То, что госпитальеры ассоциировали себя с союзниками своих заклятых врагов, демонстрирует их моральную амбивалентность и новый торговый характер отношений в Средиземном море. Служба в иностранном флоте, в частности во французском, давала госпитальерам возможность послужить церкви и особенно французскому королю. Рыцари могли повысить свои шансы в продвижения по службе как в нанимающем, так и во флоте Мальты. Могли получить более высокое жалование, развеять скуку частыми плаваниями, присоединиться к высоко приоритетным краткосрочным поездкам с крупными караванами, обеспечивая им покровительство, а также побаловать себя традиционными портовыми дебошами. Французы получали в их лице мобильный и опытный флот, позволявший держать вассалов в узде и ограждать Францию от испанской угрозы. Изменение позиции госпитальеров удачно подмечено Полем Лакруа:
«Кичащийся богатством, отягощенный привилегиями, которые предоставили ему фактически полный суверенитет, орден, в конце концов, был настолько деморализован излишествами и праздностью, что полностью утратил понимание того, для чего он был создан, и посвятил себя жажде наживы и стремлению к удовольствиям. Жажда наживы вскоре вышла за все возможные рамки. Рыцари вели себя так, как будто находились вне досягаемости венценосных особ, они грабили и мародерствовали, не заботясь о том, кому принадлежало имущество: язычникам или христианам».
По мере роста известности и богатства госпитальеров европейские государства стали относиться к ордену более почтительно, вместе с тем проявляя все меньше желания финансировать организацию, известную своей способностью зарабатывать крупные суммы в открытом море. Таким образом, замкнувшийся порочный круг увеличивал количество рейдов, а следовательно сокращал субсидии, получаемые от европейских государств. Вскоре платёжный баланс острова стал полностью зависеть от завоеваний. Тем временем европейским государствам стало совершенно не до госпитальеров. Тридцатилетняя война заставила их сосредоточить все силы на континенте. В феврале 1641 года из Валлетты неизвестным лицом было отправлено письмо самому доверенному союзнику и благодетелю госпитальеров, королю Франции Людовику XIV (годы правления 14 мая 1643 — 1 сентября 1715), сообщавшее о проблемах ордена:
«Италия снабжает нас немногим; Богемия и Германия практически ничем, а Англия и Нидерланды уже длительное время не предоставляют совершенно никакой помощи. Ваше Величество, только в Вашем королевстве и в Испании у нас ещё есть что-то, что нас поддерживает.»
Мальтийские власти всячески избегали упоминания того факта, что значительные доходы они получают, осуществляя контроль над морями. Власти Мальты быстро оценили значение корсарства для экономики острова и всячески поощряли его. Вопреки клятве о бедности, рядовым рыцарям позволяли оставлять себе часть награбленного, состоявшего из призовых денег и груза, изъятого на захваченном корабле. Кроме того, им позволили на вырученные деньги снаряжать собственные галеи. Чтобы составить конкуренцию североафриканским пиратам, власти острова также закрывали глаза на рынок рабов, существовавший в Валлетте.
Множество споров вызывала настойчивость госпитальеров на соблюдении права висты. Право висты позволяло ордену входить на борт любого заподозренного в перевозке турецких товаров корабля, а также конфисковать его груз с последующей перепродажей в Валлетте. Зачастую экипаж корабля был самым ценным его грузом. Естественно, многие государства объявляли себя жертвами чрезмерного желания госпитальеров конфисковать любой груз, отдалённо относящийся к туркам. Для того, чтобы как-то повлиять на растущую проблему, власти Мальты создали суд, Consigilio del Mer (морской совет), в котором капитаны, считавшие себя ошибочно пострадавшими, могли обжаловать своё дело, зачастую успешно. Практика использования каперской лицензии, а следовательно государственная поддержка каперства, существовавшая на протяжении многих лет, была жёстко регламентирована. Островные власти попытались призвать к ответственности неразборчивых в выборе средств госпитальеров для того, чтобы успокоить европейские державы и немногочисленных благодетелей. И все же большой пользы эти действия не принесли. Архив Морского совета содержит многочисленные жалобы на мальтийское пиратство в регионе, поступавшие после 1700 года. В конечном счёте чрезмерная мягкость средиземноморских держав привела к краху госпитальеров в этот период их истории. После того, как они превратились из военного аванпоста в ещё одно небольшое торгово-ориентированное государство Европы, их роль взяли на себя торговые государства Северного моря, также сведущие в пиратстве.

### Рыцари на Мальте в XVI веке
Отдав предпочтение Мальте, госпитальеры пробыли на острове 268 лет, превратив то, что они называли «сплошной скалой из песчаника», в цветущий остров с мощной обороной и столицей Валлеттой, известной среди великих европейских держав как Superbissima (очень гордая). Иоанниты продолжили начатую на Родосе чеканку собственных монет. В то время как на Родосе выпускался джулио, на Мальте чеканились скудо, тари, карлино, грано, поэтому, в частности, орден стал называться сувереном Мальты.

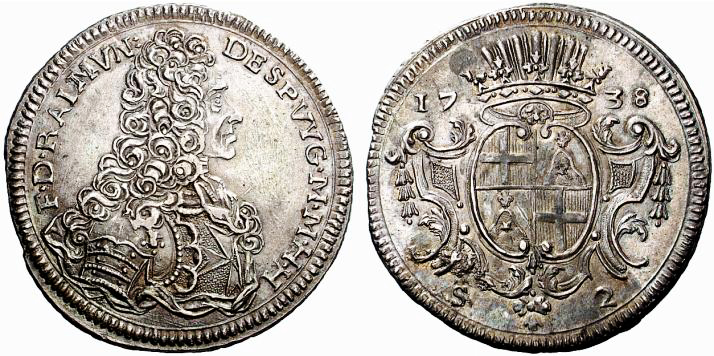
Монета 2 скудо, выпущенная во время правления Раймона Депюи

Часть мальтийской знати отнеслась к госпитальерам настороженно. Магистр получил ключи от столицы Мдины только после клятвы уважать автономию города. Сперва рыцари-монахи укрепили защитные сооружения, затем возвели представительства национальных провинций (фр. Auberges — казармы, постоялые дворы, гостиницы) для каждого «языка». На Мальте орден был также структурно разделён на «языки», как это было установлено на Родосе. Подобная структура сохранилась на острове Биргу с 1530 по 1571 годы, а затем, начиная с 1571 года, перекочевала в Валлетту. Принадлежность постоялых дворов на Биргу в основном неопределённа. В Валлетте до сих пор есть постоялый двор языка Кастилия-Леон, построенный в 1574 году и восстановленный великим магистром Антониу Мануэлом де Вилена. Сегодня в этом здании расположен офис премьер-министра. Сохранились представительства (гостиницы, постоялые дворы) «языков» Италии (восстановлен в 1683 году великим магистром Грегорио Карафой, сегодня это почтовая канцелярия), Арагона (построен в 1571 году, сегодня Министерство Экономики), Баварии (ранее дворец Карнерио, куплен в 1784 году для новообразованного «языка»), Прованса (сегодня это Национальный музей археологии). Постоялый двор языка Овернь был разрушен во вторую мировую войну, после чего на его месте построили здание суда. Постоялый двор языка Франция был также разрушен в ходе Второй мировой войны.

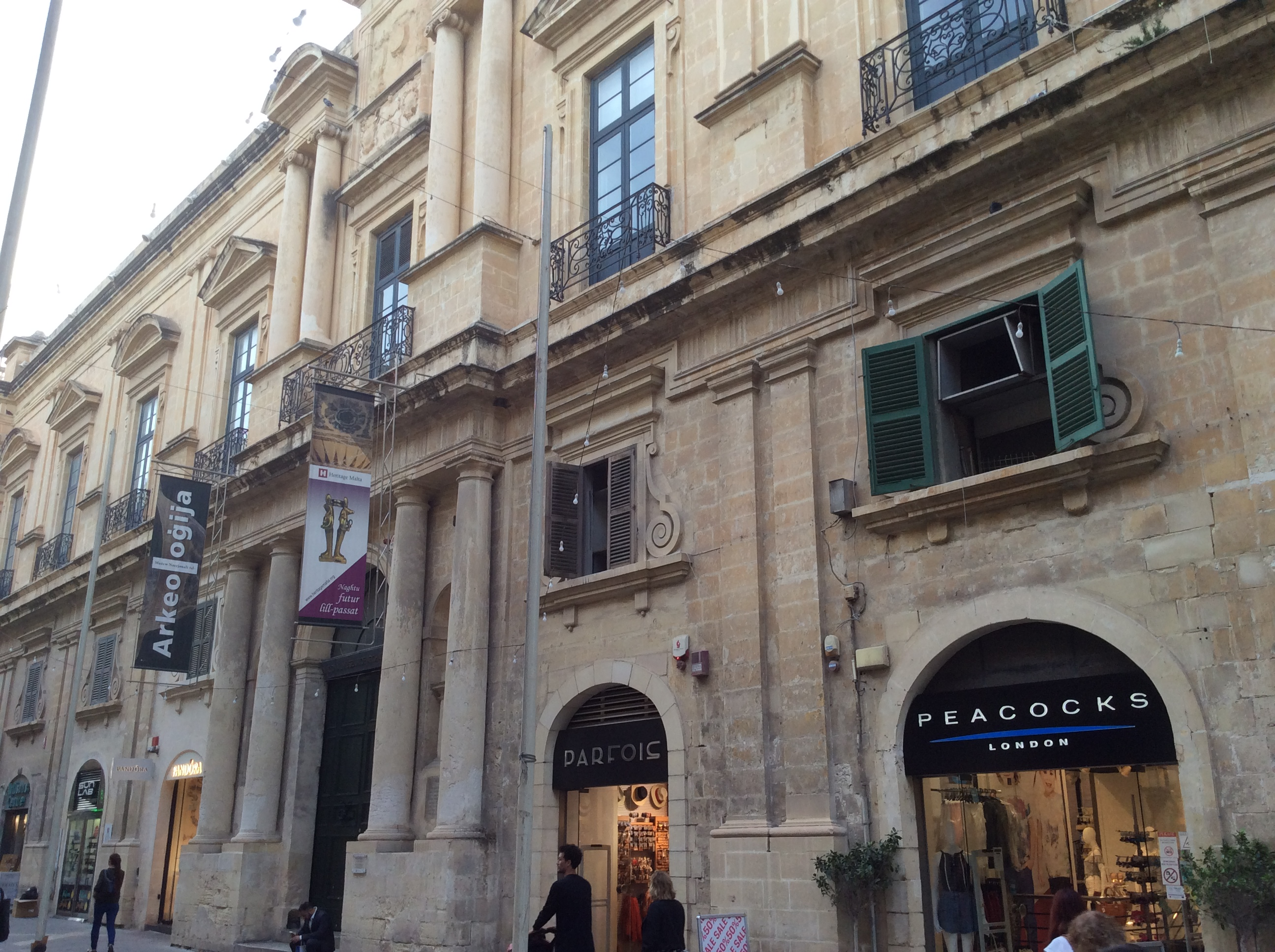
Auberge de Provence. Ныне в представительстве госпитальеров «языка» Прованса в Валлетте размещён Национальный музей археологии (Мальта)

Для размещения резиденции главы ордена выбор пал не на Мдину, а на рыбацкую деревню Биргу, где в форте Сан-Анжело был построен дворец великого магистра. Впоследствии каждый из великих магистров ордена продолжал обновление старых и строительство новых фортификационных сооружений, на что зачастую тратились их собственные средства. Не удивительно то, что постройка госпиталей стала одним из первых проектов, осуществлённых на Мальте, где французский язык вскоре вытеснил официальный итальянский (несмотря на то, что коренные жители продолжали разговаривать между собой на мальтийском языке). Кроме того, госпитальеры строили на острове крепости, сторожевые башни и, конечно же, церкви. Захват Мальты сигнализировал о возобновлении морской активности ордена. Госпитальеры основали на острове школы хирургии, морского дела, публичную библиотеку. Во второй половине XVI века орден достиг пика могущества, усиливавшуюся мощными крепостями для защиты базы морского флота. В тот и последующий периоды иоанниты контролировали восточную часть Средиземного моря, очищая его просторы от пиратов.
После Великой осады 1565 года госпитальерам было необходимо восстанавливать причинённые разрушения и укреплять остров. В этих целях 28 марта 1566 года Жан Паризо де ла Валетт заложил новый город — Валлетта, названой в честь великого магистра и ставший впоследствии столицей Мальты. Вскоре город стал домашним портом одного из мощнейших средиземноморских флотов. Госпитали на острове также увеличивались в размере. К 1573 году главный госпиталь в Валлетте стал самым крупным в Европе, обрёл славу одного из лучших в мире, мог вместить около 500 пациентов. Находясь в авангарде медицины, мальтийский госпиталь включал в себя школу анатомии, хирургии и фармацевтики. Валлетта имела славу центра культуры и искусства. В 1577 году было завершено строительство храма Святого Иоанна Крестителя, украшенного работами Караваджо и других авторов. В соборе устроена усыпальница великих магистров, также разделённая по «языкам» ордена.

### Орден в XVII и XVIII веках
Следствием роста протестантизма и французского эгалитаризма в Европе стала потеря орденом множества европейских владений, однако орден продолжил существование на Мальте. Собственность английского отделения была конфискована в 1540 году. В 1577 году бранденбургский бейливик стал лютеранским, однако продолжил выплачивать ордену взносы до тех пор, пока это отделение не было превращено в 1812 году королём Пруссии в почётный орден. Мальтийский орден (Johanniter Orden) был восстановлен в качестве Прусского Ордена Рыцарей Госпитальеров в 1852 году.
Множество мальтийских рыцарей находилось в рядах Российского императорского флота, а также в рядах французского флота — сперва королевского, затем революционного. Госпитальеры приняли участие и в колонизации Америки: Филлипп де Лонвилье де Пуанси, назначенный губернатором французской колонии на острове Сент-Китс в 1639 году, украсил форму своей свиты символами ордена, так как к тому времени уже был видным рыцарем Святого Иоанна. В 1651 году госпитальеры приобрели у Компании Американских Островов остров Сент-Китс, остров Сен-Мартен, а также остров Сен-Бартелеми. Присутствие ордена в Карибском море было омрачено смертью де Поинси в 1660 году, который приобрёл также в качестве личного владения остров Санта-Крус и передал его рыцарям Святого Иоанна. В 1665 году орден продал свои владения в Карибском море Французской Вест-Индской Компании, положив тем самым конец своему присутствию в регионе.
В 1637—1639 гг. по приказу командора Мальтийского ордена Сигизмунда Кароля Радзивилла (1591—1642) в Столовичах для рыцарей ордена была возведена небольшая часовня со скульптурой Божьей матери Лоретанской и деревянный госпиталь. В 1740 году началось строительство каменного храма святого Иоанна Крестителя по проекту архитектора Иосифа Фонтана в стиле виленского барокко.
В Европе большинство больниц и капелл ордена пережили реформацию, но только не в протестантских странах. Тем временем в 1716 году на Мальте была основана общественная библиотека, ставшая одной из крупнейших в Европе и насчитывавшая более 900 000 рукописей и книг. Спустя семь лет основанный в XVII веке Мальтийский колледж обрёл статус Университета, затем открыты Школа математики и Школа естественных наук. Недовольство некоторых жителей Мальты, рассматривавших орден как привилегированный класс, росло, несмотря на улучшения. В число недовольных входили даже некоторые представители мальтийской знати, не принятые в орден.
Декрет Французской Национальной Ассамблеи, упраздняющий феодальную систему, от 11 августа 1789 года упразднил орден во Франции. V. Десятины любого вида, а также обязанности которые вместо них выполнялись, под каким бы они названием не были известны или собирались (даже когда стороны пришли к обоюдному соглашению), находящиеся в собственности мирской или профессиональной организации, в собственности землевладельцев или бенефиций, членов объединений (включая Мальтийский орден и другие религиозные и военные ордена), а также те которые предназначены для содержания церквей, те которые получёны от продажи церковных земель и вверены светским людям и те которые заменены соответствующей частью, упразднены (…) Французское революционное правительство конфисковало ценности и земли ордена во Франции в 1792 году.

### Утрата Мальты
Крепость госпитальеров на Мальте была захвачена Наполеоном в 1798 году в ходе его экспедиции в Египет. Наполеон прибег к хитрости. Он попросил позволения войти в бухту Валлетты для пополнения запасов своих судов, а оказавшись внутри, обратился против принимающей стороны. Великий магистр Фердинанд фон Хомпеш цу Болейм не сумел предугадать намерения Наполеона и подготовиться к грозящей опасности, не сумел он также обеспечить эффективное руководство, напротив, с готовностью сдался Наполеону, объясняя свои действия тем, что устав ордена запрещал госпитальерам сражаться с христианами.

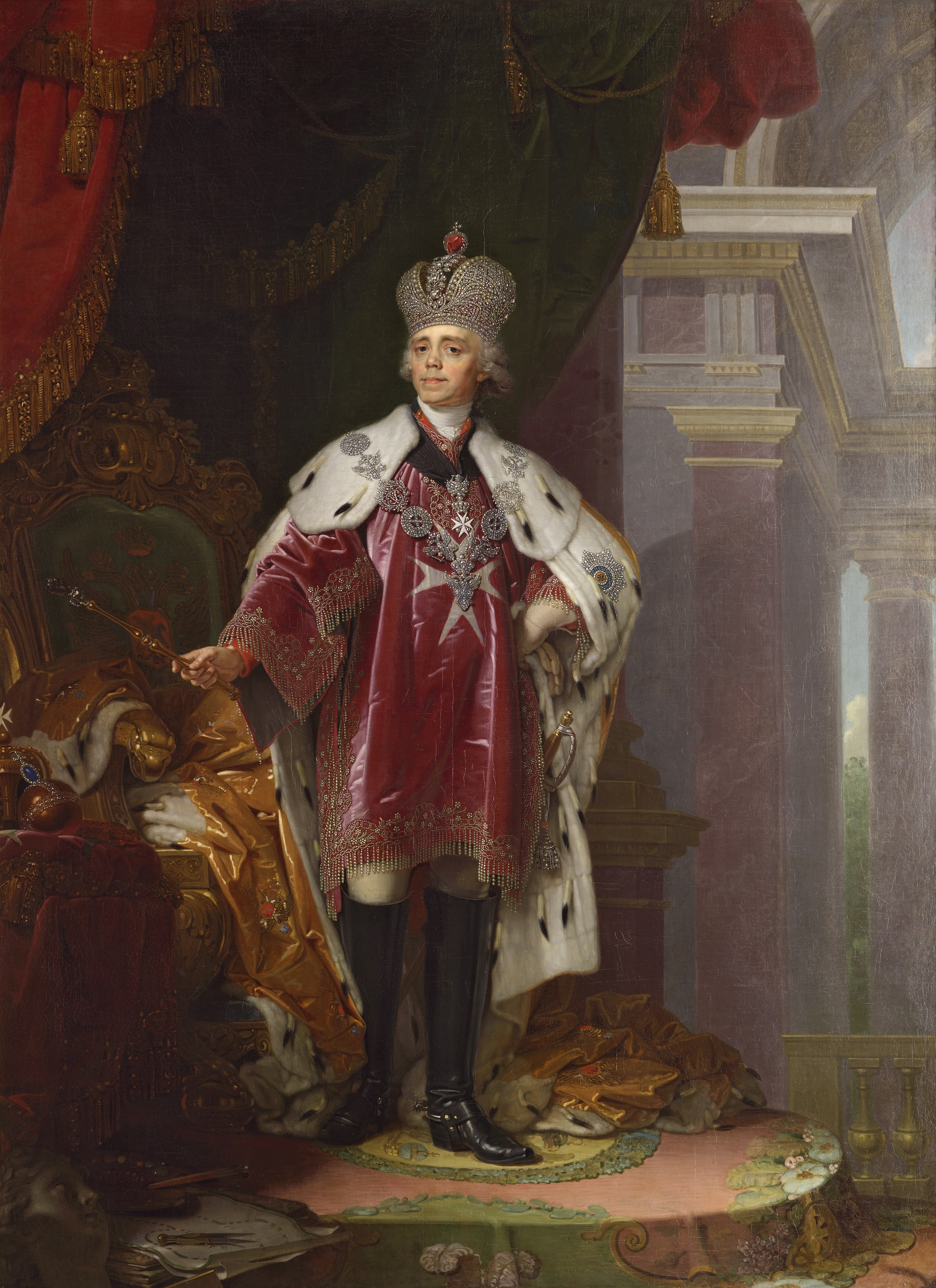
Портрет Павла I в костюме гроссмейстера Мальтийского ордена работы В. Л. Боровиковского, 1800 год

Госпитальеры были разогнаны, однако орден хоть и заметно уменьшившись в размере, продолжал существовать, ведя переговоры с европейскими правительствами о возвращении былого могущества. Российский император Павел I предоставил большинству госпитальеров убежище в Санкт-Петербурге. Этот акт положил начало существованию ордена госпитальеров в российской традиции, а также способствовал признанию мальтийских наград за боевые заслуги наряду с Императорскими. Беглые госпитальеры, находящиеся в Санкт-Петербурге, избрали Павла I великим магистром ордена. Он стал соперником великому магистру фон Хомпешу, однако отречение фон Хомпеша сделало Павла I единственным великим магистром. Пребывая на посту великого магистра, Павел I создал вдобавок к уже существующему римско-католическому великому приорату российский великий приорат, включавший не менее 118 комтурств, понижая тем самым значение остальной части ордена и открывая его для всех христиан. Избрание Павла I великим магистром, тем не менее, никогда не было одобрено Римско-католической церковью. Таким образом, Павел I был великим магистром скорее де-факто, нежели де-юре.

## Госпитальеры в России

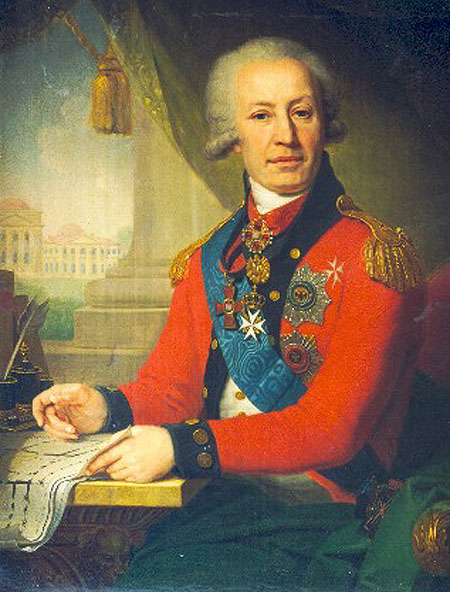
Граф Алексей Васильев, комтур ордена госпитальеров

4 января 1797 года Российская империя и орден подписали конвенцию, предусматривающую создание Великого Русско-католического приорства, куда вошли польские командорства, оказавшиеся на территории империи после разделов Речи Посполитой. После того как 16 декабря 1798 года Павел I был провозглашен великим магистром ордена, в Санкт-Петербург доставили архивы и реликвии иоаннитов. Туда же прибывали высланные с Мальты рыцари ордена, многие из них поступили в Русско-католическое приорство ордена. Главной резиденцией ордена в Петербурге стал бывший Воронцовский дворец, там была построена Мальтийская капелла по проекту Джакомо Кваренги. 29 ноября 1798 года было создано Великое Русское Приорство ордена (в него входили православные, лютеране и члены Армянской апостольской церкви). Кавалерами и командорами ордена стали многие русские аристократы. Командорские кресты Мальтийского ордена вручались офицерам за воинские подвиги.
В 180З году новый император Александр I отказался от титула протектора ордена и способствовал избранию нового Великого Магистра. После этого Священный Совет ордена в Петербурге прекратил свою деятельность, а орденский архив отправили в резиденцию нового Великого Магистра Джованни Батиста Томмази на Сицилию.
Тем не менее, оба российских приорства ордена продолжали существовать, и на их содержание тратились значительные суммы из российской государственной казны. В 1810-11 годах Александр I издал указы «О распорядке сумм ордена св. Иоанна Иерусалимского» и «О родовых имениях фамильных командорств ордена св. Иоанна Иерусалимского». В них прямо не говорилось об уничтожении приорств, но ликвидировались все институты, без которых орден в России не мог функционировать: Капитул, канцелярия, казна, архив.
24 июня 1928 года группа из 12 российских потомственных командиров встретилась в Париже, чтобы восстановить деятельность российского Великого Приорства. Их поддержали три других русских дворянина, которые были аспирантами и признавались как рыцари, и потомственный Командор католического Великого Приорства Российского. Они признали над собой власть великого князя Александра Михайловича в 1933 году и великого князя Андрея Владимировича в 1956 году в качестве Великого Приора. В феврале 1955 года Великое Приорство в Париже была зарегистрировано в соответствии с французским законодательством под наименованием «Великого Приорства Российского ордена Святого Иоанна Иерусалимского».
Великий князь России Владимир Кириллович стал протектором Парижской группы в 1956 году, но отказался от звания Великого Приора. Командор Николай Чирков стал деканом Союза до 1974 года. Князь Никита Трубецкой стал последним членом Совета Парижской группы.
В 1958 году было принято рабочее название «Союз потомков потомственных Командоров и Рыцарей Великого Приорства Российского Ордена св. Иоанна Иерусалимского». К 1975 году все первоначальное руководство умерло, и существование Парижской Группы пришло к юридическому концу, однако утверждается, что традиция была сохранена в Приорате «Дация» (созданном Парижской Группой в Дании в 1939 году) наряду с потомками потомственных Командоров, связанных с Ассоциацией Великого Приорства Российского. 
В 1977 году граф Николай Бобринский, вместе с несколькими из потомственных Командоров, также стал претендовать на сохранение этой традиции, создав организацию, которая стала известна как православный Орден рыцарей Святого Иоанна Великого Приорства Российского. Эта международная благотворительная и рыцарская группа в русской традиции базируется в Нью-Йорке, имеет более 600 сотрудников, в том числе руководителей и потомков нескольких семей потомственных Командоров, а также потомков Дома Романовых и других монархических домов, и сотрудничает с Департаментом общественной информации ООН.
Великое Приорство Российское не признано Союзом орденов Святого Иоанна Иерусалимского или Мальтийским Орденом.

## Наследники госпитальеров

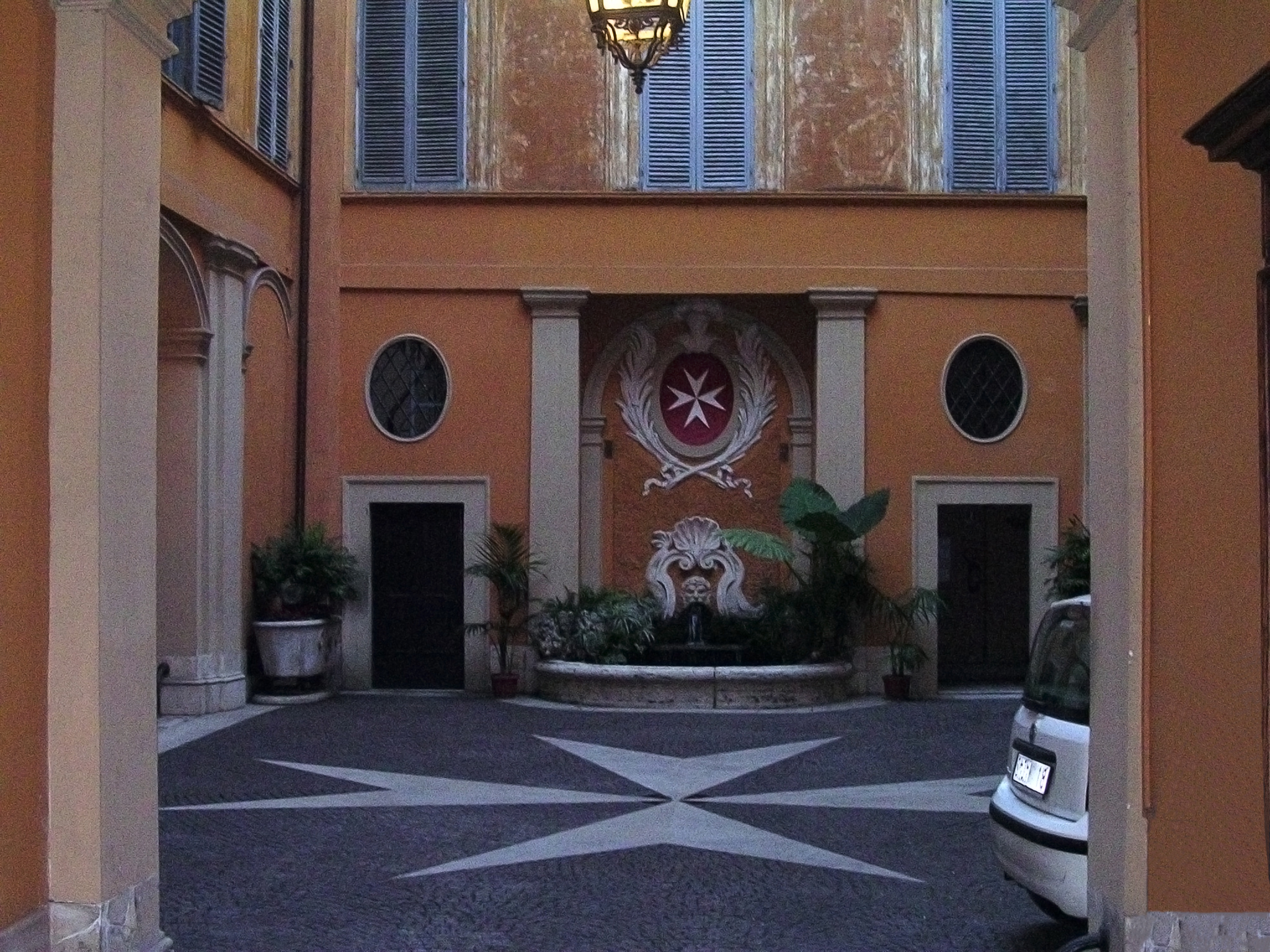
Мальтийский дворец в Риме

Наследниками госпитальеров являются Суверенный Военный Мальтийский Орден, а также Альянс орденов Святого Иоанна Иерусалимского, в который входят европейские (в основном, протестантские рыцарские ордена).
Последствиями Реформации стало то, что большинство немецких капитулов ордена заявили о своей неизменной приверженности ордену, признав вместе с тем протестантскую идеологию. Они были объеденины под именем Бранденбургского бальяжа Благородного Ордена Госпиталя Святого Иоанна Иерусалимского. В Альянс орденов Святого Иоанна Иерусалимского также входят выделившийся из Бранденбургского бальяжа Иоаннитский орден Нидерландов, а также Орден Святого Иоанна в Швеции и британский Славнейший Орден Святого Иоанна Иерусалимского.
К началу XIX века Мальтийский орден был сильно ослаблен потерей приоратов на территории Европы. Всего лишь 10 % доходов орден получал из традиционных источников в Европе, остальные 90 % доходов до 1810 года орден получал от российского великого приората. Эта ситуация частично отразилась на управлении орденом, которым в период с 1805 по 1879 годы вместо великих магистров управляли лейтенанты вплоть до восстановления папой Львом XIII должности великого магистра. Восстановление должности великого магистра сигнализировало о возрождении ордена в качестве гуманитарной и религиозной организации. Медицинская деятельность, изначальное занятие ордена, вновь стала главной заботой госпитальеров. Медицинская, а также благотворительная деятельность, предпринятая орденом в незначительных масштабах в ходе Первой мировой войны, была значительно интенсифицирована и увеличена в объёмах в ходе Второй мировой войны.
Суверенный Военный Мальтийский орден недавно основал дипломатическую миссию на Мальте. Основана миссия была после того, как орден подписал с правительством Мальтийского государства соглашение, дарующее ордену эксклюзивное право на использование форта Сант-Анджело на срок в 99 лет.

## Возрождение в Великобритании под именем Почётного Ордена Святого Иоанна Иерусалимского
Владения ордена в Англии были конфискованы Генрихом VIII из-за его спора с Папой Римским о расторжении брака с Екатериной Арагонской. Спор привёл к ликвидации монастырей и как следствие к конфискации имущества госпитальеров. Несмотря на то, что формально деятельность ордена не была прекращена, конфискация имущества привела к прекращению деятельности языка Англия. Немногочисленные госпитальеры из Шотландии продолжали поддерживать связь с языком Франция. В 1831 году французскими госпитальерами от лица Ордена в Италии, как они утверждали (вероятно, подобными полномочиями они не располагали), был основан Британский Орден. Со временем он стал известен как Славнейший Орден Святого Иоанна Иерусалимского. В 1888 году орден получил от королевы Виктории королевскую привилегию и распространился по всей территории Соединённого Королевства, а также Британского содружества и Соединённых Штатов Америки. Суверенным Военным Мальтийским Орденом он был признан лишь в 1963 году. Наиболее известными занятиями ордена является деятельность, связанная с Скорой помощью Святого Иоанна, а также глазной больницей Святого Иоанна Иерусалимского.

## Ордены-подражатели
После Второй мировой войны, пользуясь отсутствием государственных орденов в Итальянской республике, какой-то итальянец объявил себя принцем польским и великим приором выдуманного Великого Приората Подолья, осуществлял продажу мальтийских крестов, пока ему не был предъявлен иск за жульничество. Другой мошенник утверждал, что он великий приор Святой Троицы Вильнёва, но быстро отказался от своих слов после визита полиции. Организация, правда, вновь всплыла на поверхность в США в 1975 году, где до сих пор продолжает свою деятельность.
Огромные вступительные взносы, собранные Американской Ассоциацией Суверенного Военного Мальтийского Ордена в начале 1950-х годов, соблазнили другого человека по имени Чарльз Пичел создать в 1956 году собственный Суверенный Орден Святого Иоанна Иерусалимского, рыцарей госпитальеров. Пичел избежал осложнений, связанных с имитацией Суверенного Военного Мальтийского Ордена, выдумав для своей организации мифическую историю основания. Он утверждал, что организация, во главе которой он стоял, была основана в 1908 году в рамках русской традиции ордена госпитальеров. Ложное утверждение, тем не менее многих оно ввело в заблуждение, включая некоторых учёных. На самом деле основание его организации не имело никакого отношения к русской традиции ордена госпитальеров. Дело в том, что орден Пичела привлёк в свои ряды множество русских дворян, что придало некоторую правдоподобность его утверждениям.
Основание этой организации привело к созданию множества других поддельных орденов. Двум ответвлениям Пичеловского ордена удалось якобы заручиться покровительством последнего короля Югославии Петра II и короля Румынии Михая. Вышеупомянутый орден базировался в Калифорнии, где приобрёл множество последователей, находясь под управлением Роберта Формалса. В течение нескольких лет и при поддержке исторических организаций, таких как Августинское общество, он утверждал, что является польским князем из рода Сангушко.

## Великие Магистры Ордена
| Великие Магистры Ордена                                   |
| --------------------------------------------------------- |
| фра Жерар, основатель Ордена — ум. 3.9.1120               |
| Раймонд де Пюи — 1120—1158(60)                            |
| Оже де Балбен — 1158(60)-1162(63)                         |
| Арно де Ком — 1162(63)                                    |
| Жильбер д’Ассайи — 1163—1169(70)                          |
| Гастон де Моруа — ок. 1170-ок. 1172                       |
| Жильбер Сирийский — ок. 1172—1177                         |
| Роже де Мулен — 1177—1187                                 |
| Эрментар д’Асп — 1188-ок. 1190                            |
| Гарнье де Наплуа — 1190—1192                              |
| Жоффруа де Донжон — 1192—1202                             |
| Афонсу де Португал — 1202—1206                            |
| Жоффруа ле Ра — 1206—1207                                 |
| Гарзн де Монтегю — 1207—1227(28)                          |
| Бертран де Тесси — 1228-ок.1231                           |
| фра Герэн — 1231—1236                                     |
| Бертран де Ком — 1236—1239(40)                            |
| Пьер де Вьей-Брид — 1239(40)-1242                         |
| Гийом де Шатоне — 1242—1258                               |
| Гуго де Ревель — 1258—1277                                |
| Никола Лорнь — 1277(78)-1284                              |
| Жан де Вилье — 1284—1293(94)                              |
| Одон де Пэн — 1294—1296                                   |
| Гийом де Вилларе — 1296—1305                              |
| Фульк де Вилларе — 1305—1319                              |
| Элион де Вилленёв — 1319—1346                             |
| Дьёдонне де Гозон — 1346—1353                             |
| Пьер де Корнейян — 1353—1355                              |
| Роже де Пэн — 1355—1365                                   |
| Раймон Беранже — 1365—1374                                |
| Робер де Жюийяк — 1374—1376                               |
| Жан Фернандес де Эредиа — 1376—1383                       |
| Ришар Каррагиоло — 1383—1395                              |
| Филибер де Найяк — 1396—1421                              |
| Антуан Флювиан де ля Ривьер — 1421—1437                   |
| Жан де Ластик — 1437—1454                                 |
| Жак де Мийи — 1454—1461                                   |
| Пьер Раймон Закоста — 1464—1467                           |
| Жан-Батист Орсини — 1467—1476                             |
| Пьер д’Обюссон — 1476—1503                                |
| Эмери д'Амбуаз—1503–1512                                  |
| Гиде Бланшефор — 1512—1513                                |
| Фабрис дель Карретто — 1513—1521                          |
| Филипп Вилье де Лиль Адам — 1521—1534                     |
| Пьер дель Понте — 1534—1535                               |
| Дидье де Сен-Жайль — 1535—1536                            |
| Жан де Хомедес — 1536—1553                                |
| Клод де ля Сенгл — 1553—1557                              |
| Жан Паризо де ла Валетт — 1557—1568                       |
| Пьер дель Монте — 1568—1572                               |
| Жан л’Эвек де ля Кассьер — 1572—1581                      |
| Гуго Лубенс де Вердала — 1581—1595                        |
| Мартин Гарзез — 1595—1601                                 |
| Алоф де Вильякур — 1601—1622                              |
| Луиш Мендеш де Вашконселуш — 1622—1623                    |
| Антуан де Поль — 1623—1636                                |
| Жан де Ласкарис-Кастеллар — 1636—1657                     |
| Мартин де Редзн — 1657—1660                               |
| Анне де Клермон-Жессан — 1660                             |
| Рафаэль Котонер — 1660—1663                               |
| Никола Котонер — 1663—1680                                |
| Грегуар Карафа — 1680—1690                                |
| Адриен де Виньякур — 1690—1697                            |
| Раймон Переллос и Роккафуль — 1697—1720                   |
| Марк Антуан Зондадари — 1720—1722                         |
| Антуан Маноэль де Вильена — 1722—1736                     |
| Раймон де Пюи — 1736—1741                                 |
| Эммануил Пинто де Фонсека — 1741—1773                     |
| Франсис Хименес де Тексадо — 1773—1775                    |
| Эммануил де Роган-Полдю — 1775—1797                       |
| Фердинанд фон Гомпеш — 1797—1799                          |
| Павел I, русский император — 1798—1801                    |
| Жан-Батист Томмази — 1803—1805                            |
| Марк де Карлетт — 1805—1879                               |
| Жан-Батист Чеши а Санта-Кроче — 1879—1905                 |
| Галлеоццо фон Тун унд Гогенштейн — 1905—1931              |
| Людовик Чиги делла Ровере Албани — 1931—1951              |
| Анжело де Мохана ди Колонья — 1962—1988                   |
| Эндрю Уиллогби Найджен Верти — 1988—2008                  |
| Мэтью Фестинг — 2008—2017                                 |
| Джакомо Далла Торре дель Темпио ди Сангинетто — 2018—2020 |

## Использованная литература
- Баранов И. Иоанниты / Игорь Владимирович Баранов // Католическая энциклопедия : в 5 т.. — 1-е. — М. : Издательство францисканцев, 2005. — Т. 2. — Стб. 410—420. — 1818 стб. — ISBN 5-89208-054-4.
- Захаров В. А., Чибисов В. Н. Орден госпитальеров / Владимир Александрович Захаров, Владимир Николаевич Чибисов. — Научное издание. — СПб. : Алетейя, 2009. — 464 с. — 1000 экз. — ISBN 978-5-91419-244-7.
- Настенко И. А., Яшнев Ю. В. История Мальтийского ордена : Из глубины веков: госпитальеры в Святой Земле, на Кипре, Родосе и Мальте. XI—XVIII вв. : в 2 т. / Игорь Анатольевич Настенко, Юрий Владимирович Яшнев. — Научное издание. — М. : Русская панорама, 2005. — Т. 1. — 416 с. — (Под знаком креста и короны). — ISBN 5-93165-082-2.
- Bosio I. Dell’Istoria della Sacra Religione et Ill.ma Militia di San Giovanni Gierosolimitano : di Iacomo Bosio parte Secõda :  [итал.] / Iacomo Bosio. — Roma : Stamperia Apostolica Vaticana, 1594. — 591, 29 p.

## Рекомендуемая литература
На русском языке
- Акунов Вольфганг. История военно-монашеских орденов Европы. — М.: Вече, 2012. — 468 с. — ISBN 978-5-9533-5706-7.
- Верто Рене-Обер, аббат. История мальтийских рыцарей: В 2-х тт. / Пер. с англ. М. Л. Павлычевой под ред. Ю. В. Яшнева. — М.: Русская панорама, 2014. — 928 + 1016 с. — Серия «Scriptorium».
- Гусев И. Е. История религиозных и рыцарских орденов и обществ. — Минск: Харвест, 2007. — 240 с.: ил.
- Гусев И. Е. История орденов Средневековья. — Минск: Харвест, 2007. — 432 с.
- Гусев И. Е. История рыцарства и крестовых походов. — Минск: Харвест, 2010. — 240 с.: ил. — ISBN 978-985-16-8754-7.
- Девриз Келли, Дикки Йен, Догерти Мартин, Джестайс Филлис. Великие сражения крестоносцев. 1097—1444 гг. — М.: Эксмо, 2009. — 224 с. — Серия «Военная история человечества». — ISBN 978-5-699-30830-9.
- Дьячук И. А., Богатырёв В. Н., Пензиев М. В. Военно-духовные ордена. — СПб.: Реноме, 2010. — 304 с.: ил. — ISBN 978-5-904045-91-3.
- Жарков С. В. История создания рыцарских орденов и каталог холодного оружия, снаряжения рыцарей средневековой Европы. — Брест: Академия, 2005. — 142 с. — ISBN 985-6750-82-2.
- Жарков С. В. Рыцарские ордена в бою. — М.: Яуза; Эксмо, 2008. — 448 с. — Серия «Война. Огнём и мечом».
- Захаров В. А. Мальтийский орден: Библиография. — М.: Огни, 2003. — 240 с. — 350 экз. — ISBN 5-9548-0008-1.
- Захаров В. А., Пчельников Е. А. Суверенный Мальтийский орден и подделки под него. — М.: Русская панорама, 2009. — 168 с. — ISBN 978-5-93165-249-8.
- Захаров В. А., Чибисов В. Н. Орден госпитальеров. — СПб.: Алетейя, 2009. — 464 с.: ил. — ISBN 978-5-91419-244-7.
- Захаров В. А., Чибисов В. Н. История Мальтийского ордена. — М.: Вече, 2012. — 416 с., ил. — Серия «История орденов и тайных обществ». — ISBN 978-5-9533-5258-1.
- Иоанниты // Энциклопедический словарь Брокгауза и Ефрона : в 86 т. (82 т. и 4 доп.). — СПб., 1890—1907.
- Мискарян Кара. Госпитальеры // National Geographic-Россия. — 2009, январь. — № 1. — С. 120—133.
- Моррисон Сесиль. Крестоносцы. — М.: Изд-во «Весь Мир», 2003. — 176 с. — Серия «Весь мир знаний». — ISBN 5-7777-0217-1, 978-5-7777-0217-3.
- Николь Дэвид. Крестоносцы. История ордена Госпитальеров. 1100—1565 гг. / Пер. А. З. Колина. — М.: Эксмо, 2010. — 216 с. — Серия «Военная история человечества». — ISBN 978-5-699-38487-7.
- Перминов П. В. Под сенью восьмиконечного креста. Мальтийский орден и его связи с Россией. — М.: Международные отношения, 1991. — 168 с. — ISBN 5-7133-0432-9.
- Печников Б. А. Рыцари церкви — кто они? Очерки об истории и современной деятельности католических орденов. — М.: Политиздат, 1991. — 352 с. ил.
- Печникова Р. Ю. Мальтийский орден в прошлом и настоящем. — М.: Наука, Главная редакция восточной литературы, 1990. — 172 с. — ISBN 5-02-017035-6.
- Стегний П. В. В тени восьмиконечного креста. Мальтийский орден и его связи с Россией. — М.: Международные отношения, 2013. — 2-е изд. — 350 с. — ISBN 978-5-7133-1440-8.

На английском языке
- Ball, David[англ.]. Ironfire (неопр.). — Bantam Dell[англ.], 2004. — ISBN 0-385-33601-2.
- Cohen, R. Knights of Malta, 1523–1798 (неопр.) / Julie Barkley, Bill Hershey and PG Distributed Proofreaders. — Project Gutenberg, 2004.
- Crowley, Roger. Empires of the Sea: The Siege of Malta, the Battle of Lepanto, and the Contest for the Center of the World (англ.). — Random House, 2008. — ISBN 978-1400066247.
- Fenech, Marthese[англ.]. Eight Pointed Cross (неопр.). — BDL, 2011. — ISBN 978-99957-33-08-7.
- Gauci, Liam. In the Name of the Prince: Maltese Corsairs 1760-1798 (англ.). — Malta: Heritage Malta Publishing, 2016. — ISBN 9789993257370.
- Hoegen Dijkhof, Hans J. The Legitimacy of Orders of St. John: a historical and legal analysis and case study of a para-religious phenomenon (англ.). — Leiden: University of Leiden, 2006. — (Doctoral thesis). — ISBN 9065509542.
- Levaye, Patrick[англ.]. Géopolitique du Catholicisme (неопр.). — Éditions Ellipses, 2007. — ISBN 2-7298-3523-7.
- Lindgren, Carl Edwin. Some Notes About the Sovereign Military Order of Malta in the U.S.A (англ.) // Nobilita (Rivista di Araldica, Genealogia, Ordini Cavallereschi) : journal. — Istituto Araldico Genealogico Italiano. — Vol. 7, no. 32.
- Nicholson, Helen J. The Knights Hospitaller (неопр.). — 2001. — ISBN 1-84383-038-8.;
- Noonan, James-Charles, Jr. The Church Visible: The Ceremonial Life and Protocol of the Roman Catholic Church (англ.). — Viking, 1996. — P. 196. — ISBN 0-670-86745-4.
- Peyrefitte, Roger. Knights of Malta (неопр.). — London: Secker & Warburg, 1960. Translated from the French by Edward Hyams.
- Эта статья (раздел) содержит текст, взятый (переведённый) из статьи «St John of Jerusalem, Knights of the Order of the Hospital of» (ред. — Chisholm, Hugh) из одиннадцатого издания «Британской энциклопедии», перешедшего в общественное достояние.
- Read, Piers Paul. The Templars (неопр.). — Imago, 1999. — С. 118. — ISBN 85-312-0735-5.
- Riley-Smith, Jonathan. Hospitallers: The History of the Order of St John (англ.). — Hambledon, 1999. — ISBN 1-85285-197-X.
- Tyerman, Christopher. God's War: A New History of the Crusades (неопр.). — Allen Lane, 2006. — С. 253. — ISBN 0-7139-9220-4.
- White, Joshua M. Piracy and Law in the Ottoman Mediterranean (англ.). — Stanford University Press, 2017. — ISBN 978-1-503-60252-6.
- Bom, Myra Miranda. Women in the military orders of the crusades (англ.). — 1st. — New York: Palgrave Macmillan, 2012. — ISBN 9781137088307.